# Islas Nimrod
Las islas Nimrod es el nombre de unas supuestas islas antárticas de las que informó por primera vez en 1828 el capitán Eilbeck del buque Nimrod, que las avistó mientras navegaba desde Port Jackson alrededor del cabo de Hornos. Informó que estaban al este de la isla Esmeralda (otra isla fantasma) y al oeste de la isla Dougherty (también otra isla fantasma), aproximadamente en los 56°S 158°O.
El explorador inglés John Biscoe, en el bergantín Tula buscó sin éxito, en 1831, el grupo de las islas Nimrod, durante la Expedición al Océano del Sur. El australiano John King Davis (1884 -1967), en el barco Nimrod las buscó en junio de 1909 siguiendo la famosa expedición Nimrod, de Ernest Shackleton a la Antártida, y también el buque noruego Norvegia equipado por Lars Christensen las buscó de nuevo en 1930. Ambas expediciones informaron de mares vacíos. 
El capitán J.P. Ault, con el barco de inspección magnética Carnegie, trató de acercarse al lugar en diciembre de 1915, pero fue detenido por el clima. 